# Saskia & Serge
Saskia & Serge sono un duo musicale olandese formato da Trudy van den Berg (Grootebroek, 23 aprile 1947) e Ruud Schaap (Den Helder, 22 marzo 1946).
Il duo ha partecipato all'Eurovision Song Contest 1971 con il brano Tijd, in rappresentanza dei Paesi Bassi, classificandosi al sesto posto.